# بيير لاغرانج
بيير لاغرانج هو مصرفي بلجيكي، ولد في 15 مارس 1962.